# Terabit Ethernet
Terabit Ethernet або TbE — це Ethernet зі швидкістю понад 100 Gigabit Ethernet. 6 грудня 2017 затверджено стандарти — 400 Gigabit Ethernet (400G, 400GbE) і 200 Gigabit Ethernet (200G, 200GbE), розроблені робочою групою IEEE P802.3bs з використанням технології, схожої на 100 Gigabit Ethernet. У 2016 році кілька постачальників мережевого обладнання вже пропонували власні рішення для 200G і 400G.
Технологічна дорожня карта Ethernet Alliance передбачає, що швидкість 800 Гбіт/с і 1,6 Тбіт/с стане стандартом IEEE після 2020 року, можливо, між 2025 і 2030 роками. Очікується, що подвоєння до 800 GbE відбудеться після того, як стане доступним SerDes 112 Гбіт/с. Optical Internetworking Forum (OIF) вже оголосили про п'ять нових проєктів зі швидкістю 112 Гбіт/с, які також забезпечать можливість підключення 100 GbE 4-го покоління (односмуговий).
При впровадженні більш високої швидкості потрібно:
- обладнання, яке сприйматиме та швидко оброблятиме отримані дані;
- існувати протоколи передачі даних;
- та потужні робочі станції;
- кошторис невідомий.

Задля розробки швидших мереж потрібні процесори, засновані на іншій архітектурі — оптичні процесори (лазерні).